# カスパル・マーゼ
カスパル・マーゼ（Kaspar Maase, 1946年6月8日 - ）は、ドイツの民俗学者。テュービンゲン大学教授。

## 経歴
デュッセルドルフに生まれた。ミュンヘン大学でドイツ学と美術史を学び、次いで当時東ドイツであったベルリン大学へ移り、1971年に「1955年以後のドイツ社会民主党の文化理解について」で学位を得た。出版界で活動した後、1980年から1994年までフランクフルト・アム・マインのマルクス思想研究所で研究員を務めた。ブレーメン大学文化研究科（社会学科にあたる）で1992年に教授資格を得て、1998年にテュービンゲン大学民俗学科の教授となった。2010年にドイツ民俗学会に新しい専門部会としてポピュラー・カルチャー研究部門を提唱して主宰者となった。ポピュラー・カルチャーと民衆文化の歴史的変遷に厚い知見をもち、『ブラーヴォ、アメリカ ー 1950年代の西ドイツにおける若者文化の形成』（『ブラーヴォ』は1956年創刊の若者向け雑誌のタイトルでもある）などの著作がある。

## 著作（日本語訳）
- 「ポピュラー・エンタテイメントをめぐる変遷 -〈大衆文化〉から〈ライヴ社会〉へ」河野眞訳、愛知大学語学教育研究室『言語と文化』第23号（2010年）、pp.101 - 135.